# Las malcriadas
Las malcriadas é uma telenovela mexicana produzida e exibida pela Azteca e exibida entre 18 de setembro de 2017 e 9 de fevereiro de 2018, substituindo Nada personal e sendo substituída por El César.
É protagonizada por Sara Maldonado e Gonzalo García Vivanco e antagonizada por Rebecca Jones.

## Elenco
- Sara Maldonado - Laura Espinosa Urrutia / Laura González[2]
- Gonzalo García Vivanco - Diego Mendoza Puga[3]
- Rebecca Jones - Catalina Basurto Vda. de Lafayette
- Ernesto Laguardia - Mario Espinosa
- Ivonne Montero - Rosa Martínez
- Cynthia Rodríguez - Teresa Villa
- Juana Arias - Esmirna Benavente
- Elsa Ortiz - Dunia García
- Martín Barba - Eduardo Espinosa Urrutia
- Carlos Torres - Jerónimo Aguirre
- Sebastián Caicedo - Jaime Rosales
- Dolores Heredia
- Alejandra Ambrosi
- Javier Díaz Dueñas
- Vince Miranda
- Mar Carrera
- Rodrigo Cachero
- Laura Palma